# Syricy
Syricy (ros. Сырицы) – wieś (ros. деревня, trb. dieriewnia) w zachodniej Rosji, w osiedlu wiejskim Titowszczinskoje rejonu diemidowskiego w obwodzie smoleńskim.

## Geografia
Miejscowość położona jest nad Czeriebiesną (dopływ Kaspli), przy drodze regionalnej 66N-0522 (66K-11 – Syricy – Dubaszy), 1,5 km od drogi regionalnej 66K-11 (R120 / Olsza – Diemidow – Wieliż – granica z obwodem pskowskim), 5 km od centrum administracyjnego osiedla wiejskiego (Titowszczina), 5,5 km od centrum administracyjnego rejonu (Diemidow), 67 km od stolicy obwodu (Smoleńsk), 30 km od granicy z Białorusią.
W granicach miejscowości znajdują się ulice: Bieriegowaja, Ługowaja, Mołodiożnaja, Nabierieżnaja, Sadowaja.

## Demografia
W 2010 r. miejscowość zamieszkiwało 39 osób.

## Historia
W czasie II wojny światowej od lipca 1941 roku wieś była okupowana przez hitlerowców. Wyzwolenie nastąpiło we wrześniu 1943 roku.

## Urodzeni w dieriewni
- Piotr Dmitrijewicz Chrienow (1920–1943) – podporucznik, bohater Związku Radzieckiego[6]